# Monstre du lac de Tota

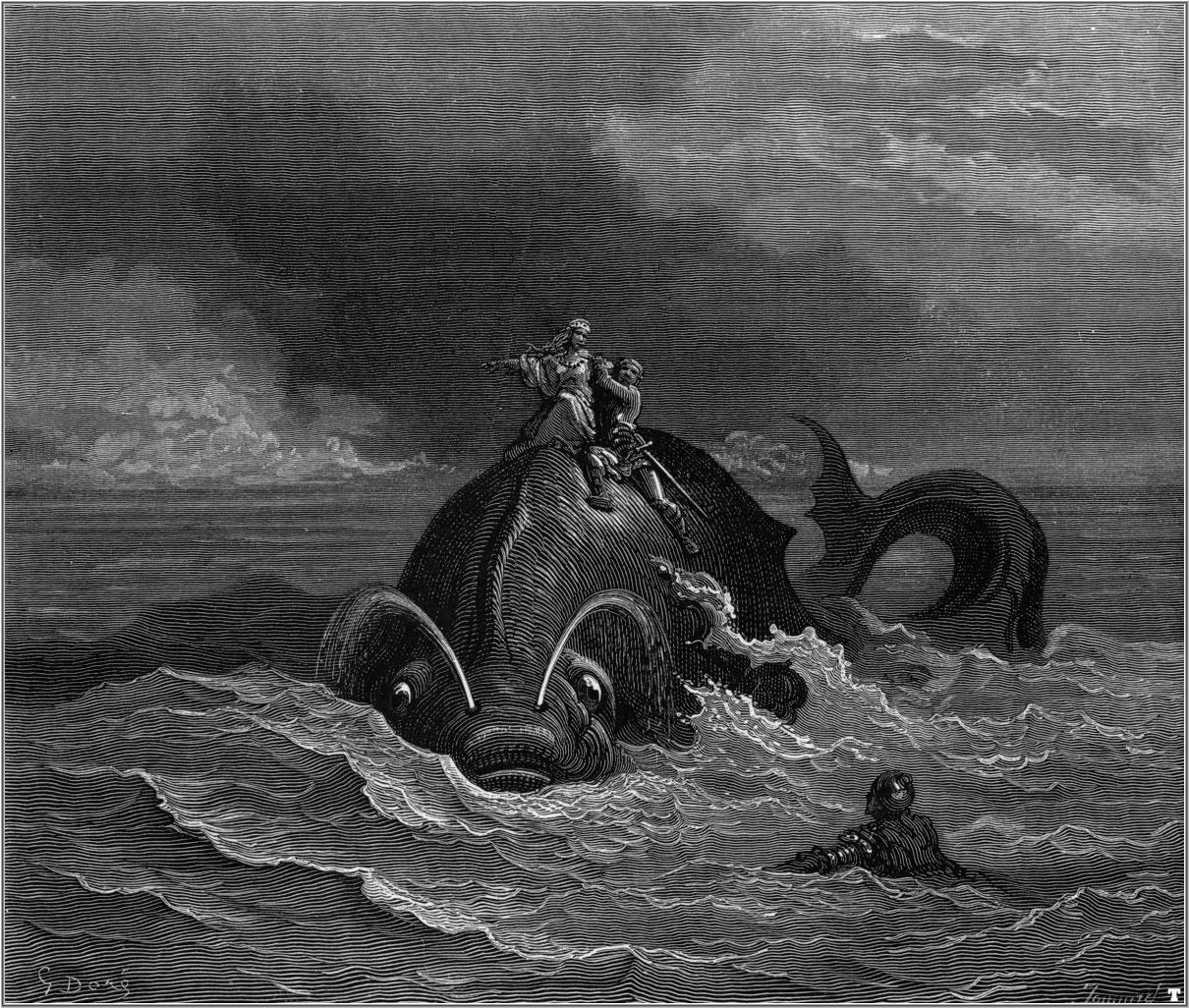

Le monstre du lac de Tota désigne une créature lacustre légendaire supposée avoir vécu, dans le lac de Tota, un lac d'eau douce situé en Colombie. Il est également appelé diablo ballena (littéralement en français : baleine du diable).